# Evágrio de Antioquia
Evágrio de Antioquia foi um dos postulantes à Sé de Antioquia durante o período de 388 até 392. Ele sucedeu Paulino de Antioquia e tinha o apoio do partido eustaciano - aderente fiel ao credo de Niceia - e era rival de Flaviano I de Antioquia durante o chamado "cisma meleciano".

## História
Após a morte de Paulino em 388, os eustacianos ainda ressentiam Flaviano por sua relação com o Melécio de Antioquia, considerado semi-ariano e acusado de ter sido consagrado por arianos. Por isso, os bispos elegeram Evágrio como concorrente. Ainda de acordo com Sozomeno, o seu bispado não foi longo.
De acordo com Teodoreto, a consagração de Evágrio por Paulino era ilegal e não atendia os critérios da lei canônica, pois ele o fez sozinho, à beira da morte, sem consultar os pares. Ainda assim, ele foi aceito pelo imperador e o cisma continuou existindo, com Flaviano e Evágrio reinando em paralelo.

## Legado
Paulino e Evágrio, do partido eustaciano, foram reconhecidos no ocidente como verdadeiros bispos, enquanto que no oriente, os bispos melecianos, incluindo Flaviano, são considerados como legítimos.
Segundo Jerônimo (De Viris Illustribus, 125), ele traduziu a bela obra de Atanásio de Alexandria sobre Santo Antão do Deserto, "A vida do abençoado Antão", do grego para o latim.